# 国家煤炭工业局
国家煤炭工业局是1998年至2000年间负责管理中华人民共和国煤炭工业的国务院部委管理的国家局。

## 历史
1998年3月，根据中国第九届全国人民代表大会第一次会议审议通过的《关于国务院机构改革方案的决定》，煤炭工业部被撤销，其职能转至新设立的国家煤炭工业局、局长张宝明，该部门隶属于国家经贸委。据新华社采访国家经贸委主任盛华仁的报道，1998年的国务院改组原因是为职能转移做过渡，过渡期为三年。过渡期间，原煤炭工业部直属和直接管理的94户国有重点煤矿下放地方管理。管辖15所高等学校：
- 中国矿业大学
- 阜新矿业学院（辽宁工程技术大学）
- 山东矿业学院（山东科技大学）
- 西安矿业学院（西安科技大学）
- 焦作矿业学院（河南理工大学）
- 山西矿业学院（现合并入太原理工大学）
- 淮南矿业学院（安徽理工大学）
- 华北煤炭医学院(组建河北联合大学)
- 河北煤炭建筑工程学院（现并入河北工程大学）
- 中国煤炭经济学院（山东工商学院）
- 湘潭矿业学院（组建湖南科技大学）
- 黑龙江矿业学院（黑龙江科技大学）
- 淮北煤炭师范学院（今淮北师范大学）
- 鸡西煤炭医学高等专科学校（并入哈尔滨医科大学）
- 北京工业职业技术学院

2001年2月19日，国家经贸委召开新闻发布会，宣布国家煤炭工业局被撤销，其行政职能被并入国家经贸委。